# Sanjay Ayre
Sanjay Ayre, född den 19 juni 1980, är en friidrottare från Jamaica som tävlar i kortdistanslöpning, huvudsakligen på 400 meter. 
Ayre deltog vid Olympiska sommarspelen 2000 i Sydney där han var med i det Jamacianska stafettlag som blev bronsmedaljörer på 4 x 400 meter, efter USA och Nigeria. USA har i efterhand blivit av med sin guldmedalj eftersom Antonio Pettigrew erkänt doping. Ayre deltog även vid VM 2001 i Edmonton där han inte tog sig vidare från försöken. Vid VM 2005 deltog han bara i stafett där han tillsammans med Brandon Simpson, Lansford Spence och Davian Clarke slutade på bronsplats efter USA och Bahamas.
Ayre delog även vid VM 2007 och vid Olympiska sommarspelen 2008 utan att ta sig vidare från försöken. 

## Personliga rekord
- 200 meter - 21,09
- 400 meter - 44,92